# Samantha Charlton
Samantha Charlton (Wellington, 7 de diciembre de 1991) es una exjugadora neozelandesa de hockey sobre césped.

## Trayectoria
Charlton debutó con la selección neozelandesa en 2010. Tuvo su primera participación olímpica en Londres 2012. En el torneo avanzó hasta semifinales, pero perdió ante Países Bajos. En el partido por la medalla de bronce cayó ante Reino Unido. En los Juegos Olímpicos de Río 2016 llegó nuevamente hasta semifinales, pero perdió contra Reino Unido. En el partido por el bronce olímpico cayó ante Alemania. Su última actuación olímpica fue en Tokio 2020.

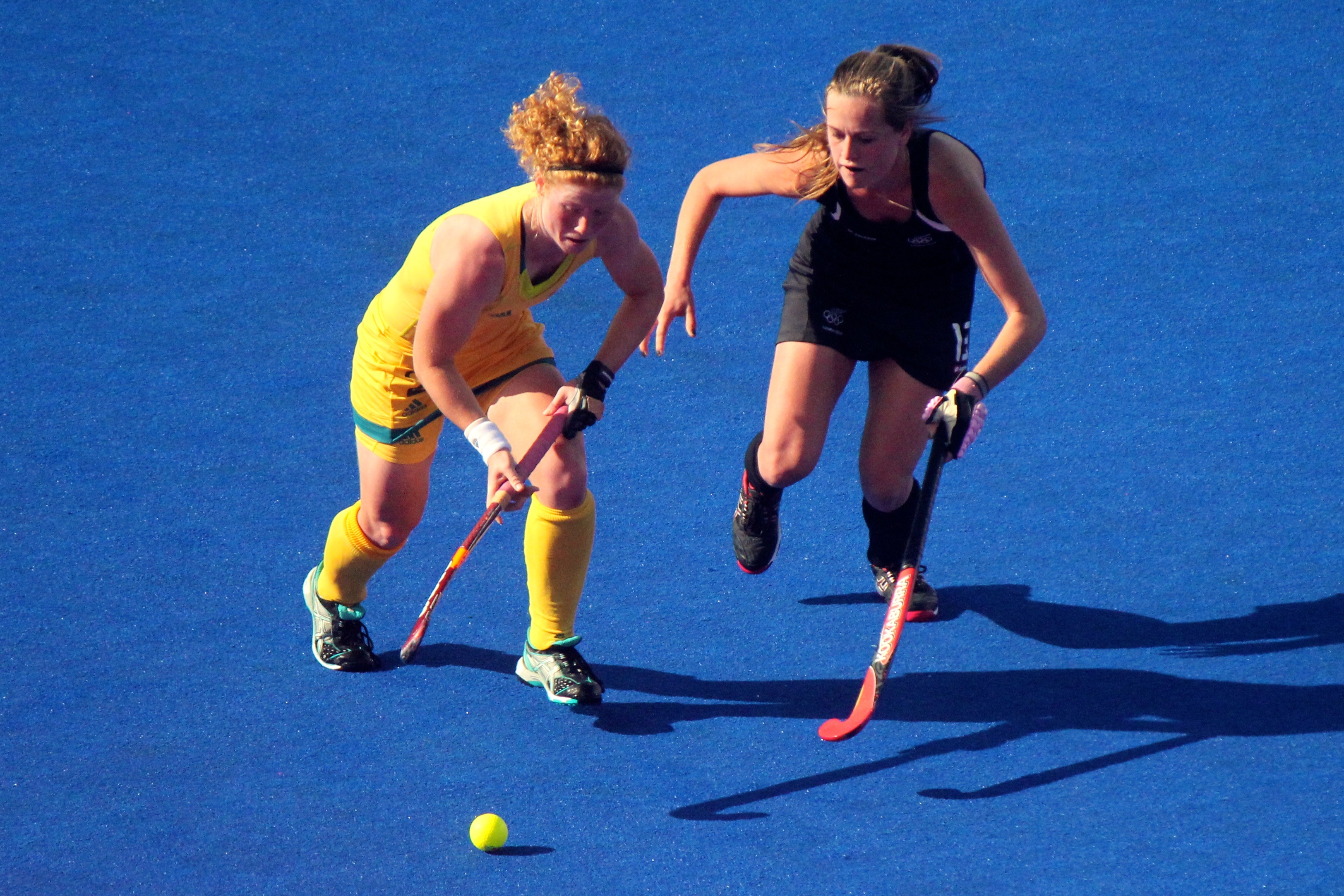
Charlton en un partido contra Australia en 2012.